# 亨利·戈
亨利·戈（法語：Henri Gault，法語發音：[ɑ̃ʁi ɡo]，本名亨利·戈迪雄（Henri Gaudichon），1929年11月4日—2000年7月10日），出生在諾曼第大區厄爾省的厄爾河畔帕西，是一名專欄作家、記者和美食評論家。

## 生平
亨利·戈是厄爾河畔帕西的醫生之子，原先希望能繼承父業習醫，不過他在1951年的時候中斷學業，在成為一名記者之前，曾在非洲度過了三年的時間。自1956年起他在《巴黎報》擔任專欄作家，同時也兼《觀點週刊》、《法國日子》、《巴黎競賽》、《分鐘週報》撰寫美食編年史，最終美食撰寫成為了他的主業。
亨利·戈後來和克里斯蒂安·米約共同合作，創立了戈和米約美食雜誌，後來轉型成年度美食評論，並且曾經在1973年的時候，發表過新潮烹調的烹飪理念，撼動了整個法式料理的廚師們，並且羅列了「新美食十誡」。戈和米約在法國餐飲界的地位，僅次於1900年創立的米其林指南，因此擁有相當高的市場價值，因此多年來經過多次轉賣，目前的所有人是俄羅斯企業家弗拉季斯拉夫·斯克沃爾佐夫（俄語：Vladislav Skvortsov）。
2000年7月9日，亨利·戈心臟病發逝世，享年七十一歲。

## 著作
- 1963年《去看去吃》（法語：À voir et à manger）
- 和克里斯蒂安·米約合作的著作：
  - 1965年《布魯塞爾茱莉亞音樂節指南》（法語：Guide Julliard de Bruxelles）
  - 1966年《茱莉亞音樂學院巴黎周邊指南》（法語：Guide Julliard des environs de Paris）
  - 1967年《紐約波士頓、芝加哥、洛杉磯、新奧爾良、舊金山和蒙特利爾的茱莉亞音樂節指南》（法語：Guide Julliard de New York Boston, Chicago, Los Angeles, New Orleans, San Francisco et Montréal）
  - 1967年《巴黎茱莉亞音樂節指南》（法語：Guide Julliard de Paris）
  - 1968年《突尼斯》（法語：La Tunisie）
  - 1969年《愛爾蘭茱莉亞指南》（法語：Guide Julliard de l'Irlande）
  - 1970年《法國美食指南》（法語：Guide gourmand de la France）
  - 1979年《意大利指南：900家餐廳和酒店》（法語：Guide Italie 900 restaurants et hôtels）
  - 1984年《法國指南》（法語：Guide France）
  - 1984年《意大利指南》（法語：Guide Italie）
  - 1992年《戈和米約葡萄酒指南1993年版》（法語：Le Vin 1993. Guide Gault et Millau）
  - 1968年《茱莉亞音樂世界指南，第1卷：南海》（法語：Guide Julliard du monde, tome 1 : Les Mers du Sud）
  - 1964年《茱莉亞歐洲指南》（法語：Guide Julliard de l'Europe）
  - 1969年《戀愛中的巴黎指南》（法語：Guide de Paris amoureux）
  - 1995年《巴黎外國餐廳指南》（法語：Guide des restaurants étrangers de Paris）